# Seznam děl Bohuslava Martinů

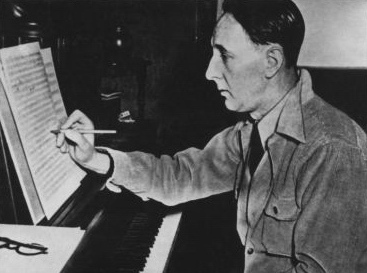
Bohuslav Martinů dokončující symfonii.

Seznam děl Bohuslava Martinů je založen na databázi Institutu Bohuslava Martinů. Umožňuje třídit díla podle kategorie, podkategorie tohoto katalogu a dále podle roku vzniku a roku premiéry díla.

## Tabulka
| H             | titul                                                       | podtitul                                                                                     | druh díla                     | poddruh díla                                                    | rok vzniku | rok premiéry | odkaz do katalogu IBM                                            |
| ------------- | ----------------------------------------------------------- | -------------------------------------------------------------------------------------------- | ----------------------------- | --------------------------------------------------------------- | ---------- | ------------ | ---------------------------------------------------------------- |
| 1             | Tři jezdci [auth.]                                          |                                                                                              | Komorní hudba                 | Smyčcové kvartety                                               | 1902       |              | položka katalogu IBM                                             |
| 2             | Posvícení [auth.]                                           | pro flétnu a smyčcový orchestr                                                               | Komorní hudba                 | Oktety                                                          | 1907       |              | položka katalogu IBM                                             |
| 3             | Elegie [auth.]                                              | pro housle a klavír [auth.]                                                                  | Komorní hudba                 | Dua pro housle a klavír                                         | 1909       |              | položka katalogu IBM                                             |
| 4             | Dumka                                                       |                                                                                              | Klávesové nástroje            | Klavír                                                          | 1909       |              | položka katalogu IBM                                             |
| 4bis          | Klavírní skica orchestrální skladby                         |                                                                                              | Orchestrální hudba            | Skladby pro velký orchestr                                      | 1909       |              | položka katalogu IBM                                             |
| 5             | Pět valčíků                                                 |                                                                                              | Klávesové nástroje            | Klavír                                                          | 1910       |              | položka katalogu IBM                                             |
| 6             | Než se naděješ [auth.]                                      |                                                                                              | Vokální hudba                 | Písně s doprovodem klavíru                                      | 1910       |              | položka katalogu IBM                                             |
| 7             | V přírodě                                                   |                                                                                              | Vokální hudba                 | Písně s doprovodem klavíru                                      | 1910       |              | položka katalogu IBM                                             |
| 8             | Pastel [auth.]                                              |                                                                                              | Vokální hudba                 | Písně s doprovodem klavíru                                      | 1910       |              | položka katalogu IBM                                             |
| 8bis          | Psáno do památníku sestřina                                 |                                                                                              | Vokální hudba                 | Písně s doprovodem klavíru                                      | 1910       |              | položka katalogu IBM                                             |
| 9             | Utonulá                                                     |                                                                                              | Vokální hudba                 | Písně s doprovodem klavíru                                      | 1910       |              | položka katalogu IBM                                             |
| 10            | Až budem staří [auth.]                                      |                                                                                              | Vokální hudba                 | Písně s doprovodem klavíru                                      | 1910       |              | položka katalogu IBM                                             |
| 11            | Dělníci moře                                                |                                                                                              | Orchestrální hudba            | Skladby pro velký orchestr                                      | 1910       |              | položka katalogu IBM                                             |
| 12            | Romance                                                     | pro housle a klavír                                                                          | Komorní hudba                 | Dua pro housle a klavír                                         | 1910       |              | položka katalogu IBM                                             |
| 13            | Koncert                                                     | pro housle a klavír                                                                          | Komorní hudba                 | Dua pro housle a klavír                                         | 1910       |              | položka katalogu IBM                                             |
| 14            | Dvě písničky v národním slohu [auth.]                       |                                                                                              | Vokální hudba                 | Písně s doprovodem klavíru                                      | 1910       |              | položka katalogu IBM                                             |
| 15            | Smrt Tintagilova [auth.]                                    | hudba k loutkovému dramatu [auth.]                                                           | Orchestrální hudba            | Skladby pro velký orchestr                                      | 1910       |              | položka katalogu IBM                                             |
| 16            | Smuteční pochod                                             |                                                                                              | Klávesové nástroje            | Klavír                                                          | 1910       |              | položka katalogu IBM                                             |
| 17            | Anděl smrti [auth.]                                         | symfonická báseň pro velký orchestr                                                          | Orchestrální hudba            | Skladby pro velký orchestr                                      | 1910       |              | položka katalogu IBM                                             |
| 18            | Nokturno                                                    |                                                                                              | Vokální hudba                 | Písně s doprovodem klavíru                                      | 1910       |              | položka katalogu IBM                                             |
| 19            | Spící [auth.]                                               |                                                                                              | Vokální hudba                 | Písně s doprovodem klavíru                                      | 1910       |              | položka katalogu IBM                                             |
| 20            | Idyla                                                       |                                                                                              | Klávesové nástroje            | Klavír                                                          | 1910       |              | položka katalogu IBM                                             |
| 21            | Dvě písně                                                   |                                                                                              | Vokální hudba                 | Písně s doprovodem klavíru                                      | 1910       |              | položka katalogu IBM                                             |
| 22            | Dívčí sny [auth.]                                           |                                                                                              | Vokální hudba                 | Písně s doprovodem klavíru                                      | 1910       |              | položka katalogu IBM                                             |
| 23            | Zpěv a hudba                                                |                                                                                              | Vokální hudba                 | Písně s doprovodem klavíru                                      | 1910       |              | položka katalogu IBM                                             |
| 24            | Ballada [auth.]                                             | pro klavír                                                                                   | Klávesové nástroje            | Klavír                                                          | 1910       |              | položka katalogu IBM                                             |
| 25            | Sousedská [auth.]                                           |                                                                                              | Klávesové nástroje            | Klavír                                                          | 1910       |              | položka katalogu IBM                                             |
| 26            | Zimní noc                                                   |                                                                                              | Vokální hudba                 | Písně s doprovodem klavíru                                      | 1910       |              | položka katalogu IBM                                             |
| 27            | Líbej, milá, líbej! [auth.]                                 |                                                                                              | Vokální hudba                 | Písně s doprovodem klavíru                                      | 1910       |              | položka katalogu IBM                                             |
| 27bis         | Píseň o hubičkách [auth.]                                   |                                                                                              | Vokální hudba                 | Písně s doprovodem klavíru                                      | 1910       |              | položka katalogu IBM Archivováno 25. 3. 2018 na Wayback Machine. |
| 28            | Pohádka o Zlatovlásce [auth.]                               |                                                                                              | Klávesové nástroje            | Klavír                                                          | 1910       |              | položka katalogu IBM                                             |
| 29            | Náladová kresba [auth.]                                     |                                                                                              | Vokální hudba                 | Písně s doprovodem klavíru                                      | 1910       |              | položka katalogu IBM                                             |
| 30            | V noci [auth.]                                              |                                                                                              | Vokální hudba                 | Písně s doprovodem klavíru                                      | 1910       |              | položka katalogu IBM                                             |
| 31            | Dvě písně                                                   |                                                                                              | Vokální hudba                 | Písně s doprovodem klavíru                                      | 1911       |              | položka katalogu IBM                                             |
| 32            | Berceuse                                                    | pro housle a klavír                                                                          | Komorní hudba                 | Dua pro housle a klavír                                         | 1911       |              | položka katalogu IBM                                             |
| 33            | Adagio                                                      | pro housle a klavír                                                                          | Komorní hudba                 | Dua pro housle a klavír                                         | 1911       |              | položka katalogu IBM                                             |
| 34            | Tři písničky                                                |                                                                                              | Vokální hudba                 | Písně s doprovodem klavíru                                      | 1911       |              | položka katalogu IBM                                             |
| 35            | Klavírní kvintet                                            |                                                                                              | Komorní hudba                 | Kvintety                                                        | 1911       | 2012         | položka katalogu IBM                                             |
| 36            | Chanson triste [auth.]                                      | d moll                                                                                       | Klávesové nástroje            | Klavír                                                          | 1911       |              | položka katalogu IBM                                             |
| 37            | Jaškova zpěvánka [auth.]                                    |                                                                                              | Vokální hudba                 | Písně s doprovodem klavíru                                      | 1911       |              | položka katalogu IBM                                             |
| 38            | Píseň                                                       |                                                                                              | Vokální hudba                 | Písně s doprovodem klavíru                                      | 1911       |              | položka katalogu IBM                                             |
| 39            | Umírá duše                                                  |                                                                                              | Vokální hudba                 | Písně s doprovodem klavíru                                      | 1911       |              | položka katalogu IBM                                             |
| 40            | První láska                                                 |                                                                                              | Vokální hudba                 | Písně s doprovodem klavíru                                      | 1911       |              | položka katalogu IBM                                             |
| 41            | Slzy [auth.]                                                |                                                                                              | Vokální hudba                 | Písně s doprovodem klavíru                                      | 1911       |              | položka katalogu IBM                                             |
| 42            | Z pohádek Andersenových                                     | šest klavírních kusů                                                                         | Klávesové nástroje            | Klavír                                                          | 1912       |              | položka katalogu IBM                                             |
| 43            | Konec všemu [auth.]                                         |                                                                                              | Vokální hudba                 | Písně s doprovodem klavíru                                      | 1912       |              | položka katalogu IBM                                             |
| 44            | Mrtvá láska [auth.]                                         |                                                                                              | Vokální hudba                 | Písně s doprovodem klavíru                                      | 1912       |              | položka katalogu IBM                                             |
| 45            | Symfonie pro orchestr (1. věta)                             |                                                                                              | Orchestrální hudba            | Symfonie                                                        | 1912       |              | položka katalogu IBM                                             |
| 46            | Píseň beze slov                                             |                                                                                              | Klávesové nástroje            | Klavír                                                          | 1912       |              | položka katalogu IBM                                             |
| 47            | Nokturno                                                    |                                                                                              | Klávesové nástroje            | Klavír                                                          | 1912       |              | položka katalogu IBM                                             |
| 48            | Ty píšeš mi                                                 |                                                                                              | Vokální hudba                 | Písně s doprovodem klavíru                                      | 1912       |              | položka katalogu IBM                                             |
| 49            | Ráno raníčko, pleju obilíčko                                |                                                                                              | Vokální hudba                 | Písně s doprovodem klavíru                                      | 1912       |              | položka katalogu IBM                                             |
| 50            | Lucie [auth.]                                               |                                                                                              | Vokální hudba                 | Písně s doprovodem klavíru                                      | 1912       |              | položka katalogu IBM                                             |
| 51            | Z dětství [auth.]                                           |                                                                                              | Vokální hudba                 | Písně s doprovodem klavíru                                      | 1912       |              | položka katalogu IBM                                             |
| 52            | Padlo jíní na pole                                          |                                                                                              | Vokální hudba                 | Písně s doprovodem klavíru                                      | 1912       |              | položka katalogu IBM                                             |
| 53            | Vdejte mne, matičko                                         |                                                                                              | Vokální hudba                 | Písně s doprovodem klavíru                                      | 1912       |              | položka katalogu IBM                                             |
| 54            | Růže [auth.]                                                |                                                                                              | Vokální hudba                 | Písně s doprovodem klavíru                                      | 1912       |              | položka katalogu IBM                                             |
| 55            | To všechno už jen zbylo [auth.]                             |                                                                                              | Vokální hudba                 | Písně s doprovodem klavíru                                      | 1912       |              | položka katalogu IBM                                             |
| 56            | Balada [auth.]                                              | ke Krzeszovu obrazu Poslední akordy Chopinovy                                                | Klávesové nástroje            | Klavír                                                          | 1912       | 1912         | položka katalogu IBM                                             |
| 57            | Noc každou tebe, drahá, zřím                                |                                                                                              | Vokální hudba                 | Písně s doprovodem klavíru                                      | 1912       |              | položka katalogu IBM                                             |
| 58            | Offertorium [auth.]                                         |                                                                                              | Komorní hudba                 | Dua pro housle a klavír                                         | 1912       |              | položka katalogu IBM                                             |
| 59            | Ave Maria                                                   | pro soprán a varhany                                                                         | Vokální hudba                 | Písně s doprovodem klavíru                                      | 1912       |              | položka katalogu IBM                                             |
| 59bis         | Pět klavírních skladeb k Velikonocům 1912                   |                                                                                              | Klávesové nástroje            | Klavír                                                          | 1912       |              | položka katalogu IBM                                             |
| 60            | Smyčcový kvartet                                            |                                                                                              | Komorní hudba                 | Smyčcové kvartety                                               | 1912       |              | položka katalogu IBM                                             |
| 61            | Andante pro orchestr (skica)                                |                                                                                              | Orchestrální hudba            | Skladby pro velký orchestr                                      | 1912       |              | položka katalogu IBM                                             |
| 62            | Fantazie                                                    | pro housle a klavír                                                                          | Komorní hudba                 | Dua pro housle a klavír                                         | 1912       | 1912         | položka katalogu IBM                                             |
| 63            | Dvě nokturna                                                | pro smyčcové kvarteto                                                                        | Komorní hudba                 | Smyčcové kvartety                                               | 1912       | 1912         | položka katalogu IBM                                             |
| 64            | Andante                                                     | pro smyčcové kvarteto                                                                        | Komorní hudba                 | Smyčcové kvartety                                               | 1912       |              | položka katalogu IBM                                             |
| 65            | Balada o deštníku slečny Vilmy                              |                                                                                              | Klávesové nástroje            | Klavír                                                          | 1912       |              | položka katalogu IBM                                             |
| 65bis         | Chanson [auth.]                                             |                                                                                              | Klávesové nástroje            | Klavír                                                          | 1912       |              | položka katalogu IBM                                             |
| 66            | Mluv ke mně dál                                             |                                                                                              | Vokální hudba                 | Písně s doprovodem klavíru                                      | 1912       |              | položka katalogu IBM                                             |
| 67            | Opuštěná milá                                               |                                                                                              | Vokální hudba                 | Písně s doprovodem klavíru                                      | 1912       |              | položka katalogu IBM                                             |
| 68            | Nipponari [auth.]                                           | sedm písní pro ženský hlas s průvodem malého orchestru [auth.]                               | Vokální hudba                 | Písně s doprovodem orchestru                                    | 1912       |              | položka katalogu IBM                                             |
| 68 A          | Nipponari [auth.]                                           | verze pro hlas a klavír                                                                      | Vokální hudba                 | Písně s doprovodem klavíru                                      | 1912       |              | položka katalogu IBM                                             |
| 69            | Kdysi                                                       |                                                                                              | Vokální hudba                 | Písně s doprovodem klavíru                                      | 1912       |              | položka katalogu IBM                                             |
| 70            | O modrých očích [auth.]                                     |                                                                                              | Vokální hudba                 | Písně s doprovodem klavíru                                      | 1910       |              | položka katalogu IBM                                             |
| 71            | Ohnivý muž [auth.]                                          |                                                                                              | Vokální hudba                 | Písně s doprovodem klavíru                                      | 1912       |              | položka katalogu IBM                                             |
| 72            | Píseň prvního listopadu                                     |                                                                                              | Vokální hudba                 | Písně s doprovodem klavíru                                      | 1912       |              | položka katalogu IBM                                             |
| 73            | Tři panny za světlé noci                                    |                                                                                              | Vokální hudba                 | Písně s doprovodem klavíru                                      | 1910       |              | položka katalogu IBM                                             |
| 74            | Stará píseň [auth.]                                         |                                                                                              | Vokální hudba                 | Písně s doprovodem klavíru                                      | 1913       |              | položka katalogu IBM                                             |
| 74bis         | Kráčím, kráčím mezi vrchy                                   |                                                                                              | Vokální hudba                 | Písně s doprovodem klavíru                                      | 1912       |              | položka katalogu IBM Archivováno 25. 3. 2018 na Wayback Machine. |
| 75            | Komárova svatba                                             |                                                                                              | Vokální hudba                 | Písně s doprovodem klavíru                                      | 1912       |              | položka katalogu IBM                                             |
| 76            | Svítaj, Bože, svítaj [auth.]                                |                                                                                              | Vokální hudba                 | Písně s doprovodem klavíru                                      | 1912       |              | položka katalogu IBM                                             |
| 77            | V zahradě na hradě                                          |                                                                                              | Vokální hudba                 | Písně s doprovodem klavíru                                      | 1912       |              | položka katalogu IBM                                             |
| 78            | Labutě [auth.]                                              |                                                                                              | Vokální hudba                 | Písně s doprovodem klavíru                                      | 1912       |              | položka katalogu IBM                                             |
| 79            | Mám staré parky rád                                         |                                                                                              | Vokální hudba                 | Písně s doprovodem klavíru                                      | 1912       |              | položka katalogu IBM                                             |
| 80            | Písnička o Haničce                                          |                                                                                              | Vokální hudba                 | Písně s doprovodem klavíru                                      | 1912       |              | položka katalogu IBM                                             |
| 81            | Štěstí to dost [auth.]                                      |                                                                                              | Vokální hudba                 | Písně s doprovodem klavíru                                      | 1912       |              | položka katalogu IBM                                             |
| 82            | Tři melodramy                                               | Večer [auth.]                                                                                | Vokální hudba                 | Melodramy                                                       | 1913       |              | položka katalogu IBM                                             |
| 83            | Tři melodramy                                               | Vážka                                                                                        | Vokální hudba                 | Melodramy                                                       | 1913       |              | položka katalogu IBM                                             |
| 84            | Tři melodramy                                               | Tanečnice z Jávy                                                                             | Vokální hudba                 | Melodramy                                                       | 1913       |              | položka katalogu IBM                                             |
| 85            | Preludium [auth.]                                           | (na téma Marseillaisy)                                                                       | Klávesové nástroje            | Klavír                                                          | 1913       |              | položka katalogu IBM                                             |
| 86            | Preludium č. 2                                              | f moll [auth.]                                                                               | Klávesové nástroje            | Klavír                                                          | 1913       |              | položka katalogu IBM                                             |
| 86bis         | Preludium                                                   |                                                                                              | Klávesové nástroje            | Klavír                                                          | 1913       |              | položka katalogu IBM                                             |
| 87            | Píseň na starošpanělský text [auth.]                        | pro alt s průvodem klavíru [auth.]                                                           | Vokální hudba                 | Písně s doprovodem klavíru                                      | 1914       |              | položka katalogu IBM                                             |
| 88            | Tři písně na francouzské texty                              |                                                                                              | Vokální hudba                 | Písně s doprovodem klavíru                                      | 1913       |              | položka katalogu IBM                                             |
| 89            | Noc [auth.]                                                 | Nokturno. Meloplastická scéna v 1 aktu                                                       | Jevištní díla a filmová hudba | Balety                                                          | 1914       |              | položka katalogu IBM                                             |
| 90            | Skladba pro velký orchestr                                  |                                                                                              | Orchestrální hudba            | Skladby pro velký orchestr                                      | 1914       |              | položka katalogu IBM                                             |
| 91            | Nokturno č. 1                                               |                                                                                              | Orchestrální hudba            | Skladby pro velký orchestr                                      | 1915       | 1967         | položka katalogu IBM                                             |
| 92            | Loutky III                                                  | čtyři klavírní kusy                                                                          | Klávesové nástroje            | Klavír                                                          | 1914       |              | položka katalogu IBM                                             |
| 93            | Tance se závoji                                             |                                                                                              | Jevištní díla a filmová hudba | Balety                                                          | 1914       |              | položka katalogu IBM                                             |
| 94            | Čtyři malé písně na Goethův text                            |                                                                                              | Vokální hudba                 | Písně s doprovodem klavíru                                      | 1915       |              | položka katalogu IBM                                             |
| 95            | Nokturno                                                    | k Mánesovu obrázku Přečtený román                                                            | Klávesové nástroje            | Klavír                                                          | 1915       |              | položka katalogu IBM                                             |
| 96            | Nokturno (Růže v noci)                                      | symfonický tanec č. 2                                                                        | Orchestrální hudba            | Skladby pro velký orchestr                                      | 1915       |              | položka katalogu IBM                                             |
| 97            | Balada k Böcklinovu obrazu „Villa na moři“                  | Symfonický tanec č. 4                                                                        | Orchestrální hudba            | Skladby pro velký orchestr                                      | 1915       |              | položka katalogu IBM                                             |
| 98            | Tři lyrické skladby [auth.]                                 | pro klavír [auth.]                                                                           | Klávesové nástroje            | Klavír                                                          | 1915       |              | položka katalogu IBM                                             |
| 99            | Jarní píseň                                                 |                                                                                              | Klávesové nástroje            | Klavír                                                          | 1915       |              | položka katalogu IBM                                             |
| 100           | Rujana [auth.]                                              | mořská fantazie                                                                              | Klávesové nástroje            | Klavír                                                          | 1916       |              | položka katalogu IBM                                             |
| 101           | Šest polek                                                  |                                                                                              | Klávesové nástroje            | Klavír                                                          | 1916       |              | položka katalogu IBM                                             |
| 102           | Stín [auth.]                                                | balet o jednom dějství                                                                       | Jevištní díla a filmová hudba | Balety                                                          | 1916       |              | položka katalogu IBM                                             |
| 103           | Smyčcový kvartet Es dur                                     |                                                                                              | Komorní hudba                 | Smyčcové kvartety                                               | 1917       | 1994         | položka katalogu IBM                                             |
| 104           | Burleska                                                    |                                                                                              | Klávesové nástroje            | Klavír                                                          | 1917       | 1917         | položka katalogu IBM                                             |
| 105           | Sníh                                                        |                                                                                              | Klávesové nástroje            | Klavír                                                          | 1917       | 1917         | položka katalogu IBM                                             |
| 106           | Jak milý čas [auth.]                                        |                                                                                              | Vokální hudba                 | Písně s doprovodem klavíru                                      | 1917       |              | položka katalogu IBM                                             |
| 107           | Valse Capriccio [auth.]                                     |                                                                                              | Klávesové nástroje            | Klavír                                                          | 1917       |              | položka katalogu IBM                                             |
| 108           | Nálada                                                      |                                                                                              | Klávesové nástroje            | Klavír                                                          | 1917       |              | položka katalogu IBM                                             |
| 109           | Furiant [auth.]                                             |                                                                                              | Klávesové nástroje            | Klavír                                                          | 1917       |              | položka katalogu IBM                                             |
| 110           | Šest prostých písní [auth.]                                 |                                                                                              | Vokální hudba                 | Písně s doprovodem klavíru                                      | 1917       | 1965         | položka katalogu IBM                                             |
| 111           | Ovčákova píseň nedělní                                      |                                                                                              | Vokální hudba                 | Písně s doprovodem klavíru                                      | 1917       | 1918         | položka katalogu IBM                                             |
| 112           | Koleda                                                      | balet o čtyřech dějstvích se zpěvem, tancem a recitací                                       | Jevištní díla a filmová hudba | Balety                                                          | 1917       |              | položka katalogu IBM                                             |
| 113           | Letní suita                                                 | šest lyrických kusů pro klavír                                                               | Klávesové nástroje            | Klavír                                                          | 1918       |              | položka katalogu IBM                                             |
| 114           | Ukolébavky                                                  |                                                                                              | Vokální hudba                 | Písně s doprovodem klavíru                                      | 1918       | 1920         | položka katalogu IBM                                             |
| 115           | Tři písně                                                   |                                                                                              | Vokální hudba                 | Písně s doprovodem klavíru                                      | 1918       | 1920         | položka katalogu IBM                                             |
| 116           | Loutky II                                                   | pět klavírních kusů                                                                          | Klávesové nástroje            | Klavír                                                          | 1918       |              | položka katalogu IBM                                             |
| 117           | Smyčcový kvartet č. 1                                       |                                                                                              | Komorní hudba                 | Smyčcové kvartety                                               | 1918       | 1927         | položka katalogu IBM                                             |
| 118           | Česká rapsodie [auth.]                                      | pro orchestr, baryton, smíšený sbor a varhany                                                | Vokální hudba                 | Kantáty s orchestrem                                            | 1918       | 1919         | položka katalogu IBM                                             |
| 119           | Kouzelné noci [auth.]                                       | tři písně pro soprán s průvodem orchestru                                                    | Vokální hudba                 | Písně s doprovodem orchestru                                    | 1918       | 1924         | položka katalogu IBM                                             |
| 120           | Sonáta C dur                                                | pro housle a klavír                                                                          | Komorní hudba                 | Dua pro housle a klavír                                         | 1919       |              | položka katalogu IBM                                             |
| 121           | Dva mužské sbory                                            | na litevské lidové texty                                                                     | Vokální hudba                 | Sbor a cappella                                                 | 1919       | 1919         | položka katalogu IBM                                             |
| 121bis        | Prélude                                                     | es moll                                                                                      | Klávesové nástroje            | Klavír                                                          | 1919 (?)   | 1919         | položka katalogu IBM                                             |
| 122           | Průvod koček v noci slunovratu [auth.]                      |                                                                                              | Klávesové nástroje            | Klavír                                                          | 1919       |              | položka katalogu IBM                                             |
| 122bis        | Malá ukolébavka                                             |                                                                                              | Klávesové nástroje            | Klavír                                                          | 1919       |              | položka katalogu IBM                                             |
| 123           | Malá taneční suita [auth.]                                  | pro velký orchestr                                                                           | Orchestrální hudba            | Skladby pro velký orchestr                                      | 1919       |              | položka katalogu IBM                                             |
| 123bis        | Foxtrot narozený "Na růžku"                                 |                                                                                              | Klávesové nástroje            | Klavír                                                          | 1920       |              | položka katalogu IBM                                             |
| 124           | Sen o minulosti [auth.]                                     | pro velký orchestr                                                                           | Orchestrální hudba            | Skladby pro velký orchestr                                      | 1920       |              | položka katalogu IBM                                             |
| 124bis        | Andante                                                     |                                                                                              | Orchestrální hudba            | Skladby pro velký orchestr                                      | 1920       |              | položka katalogu IBM                                             |
| 125           | Jaro v zahradě                                              | Čtyři dětské skladby pro klavír                                                              | Klávesové nástroje            | Klavír                                                          | 1920       |              | položka katalogu IBM                                             |
| 125bis        | Slavnostní pochod "Kytary"                                  |                                                                                              | Klávesové nástroje            | Klavír                                                          | 1920       |              | položka katalogu IBM                                             |
| 126           | Nové slovenské písně [auth.]                                | 30 písní ve dvou řadách                                                                      | Vokální hudba                 | Písně s doprovodem klavíru                                      | 1920       | 1920         | položka katalogu IBM                                             |
| 126bis        | Foxtrot [auth.]                                             |                                                                                              | Klávesové nástroje            | Klavír                                                          | 1920       |              | položka katalogu IBM                                             |
| 127           | Motýli a rajky [auth.]                                      | tři klavírní skladby [auth.]                                                                 | Klávesové nástroje            | Klavír                                                          | 1920       |              | položka katalogu IBM                                             |
| 127bis        | One-step [auth.]                                            | pro klavír                                                                                   | Klávesové nástroje            | Klavír                                                          | 1921       |              | položka katalogu IBM                                             |
| 127ter        | Jaro [auth.]                                                | malá klavírní skladba [auth.]                                                                | Klávesové nástroje            | Klavír                                                          | 1921       |              | položka katalogu IBM                                             |
| 128           | Večer na pobřeží [auth.]                                    | tři malé skladby pro klavír [auth.]                                                          | Klávesové nástroje            | Klavír                                                          | 1921       |              | položka katalogu IBM                                             |
| 129           | Tři písně pro Červenou sedmu                                |                                                                                              | Vokální hudba                 | Písně s doprovodem klavíru                                      | 1921       |              | položka katalogu IBM                                             |
| 129bis        | Vítězný pochod [auth.]                                      | sportovního klubu R.U.R. v Poličce [auth.]                                                   | Klávesové nástroje            | Klavír                                                          | 1921       |              | položka katalogu IBM                                             |
| 130           | Istar [auth.]                                               | balet ve 3 jednáních [auth.]                                                                 | Jevištní díla a filmová hudba | Balety                                                          | 1921       | 1924         | položka katalogu IBM                                             |
| 130 A         | I. orchestrální suita z baletu "Istar"                      |                                                                                              | Orchestrální hudba            | Suity a výtahy z jevištních děl                                 | 1961       |              | položka katalogu IBM                                             |
| 130 B         | II. orchestrální suita z baletu "Istar"                     |                                                                                              | Orchestrální hudba            | Suity a výtahy z jevištních děl                                 | 1961       |              | položka katalogu IBM                                             |
| 130 C         | Istar: Tanec kněžek                                         | taneční vložka do prvního jednání                                                            | Orchestrální hudba            | Suity a výtahy z jevištních děl                                 | 1923       |              | položka katalogu IBM                                             |
| 131           | Míjející půlnoc [auth.]                                     | cyklus symfonických básní pro velký orchestr                                                 | Orchestrální hudba            | Skladby pro velký orchestr                                      | 1922       | 1923         | položka katalogu IBM                                             |
| 132           | Improvizace na jaře                                         |                                                                                              | Klávesové nástroje            | Klavír                                                          | 1922       |              | položka katalogu IBM                                             |
| 133           | Kdo je na světě nejmocnější?                                | baletní komedie o 1 dějství                                                                  | Jevištní díla a filmová hudba | Balety                                                          | 1922       | 1925         | položka katalogu IBM                                             |
| 133 A         | Orchestrální suita z baletu Kdo je na světě nejmocnější?    |                                                                                              | Orchestrální hudba            | Suity a výtahy z jevištních děl                                 | 1959       |              | položka katalogu IBM                                             |
| 134           | Slovácké tance a obyčeje                                    | hudba k dokumentárnímu filmu                                                                 | Jevištní díla a filmová hudba | Hudba k filmům                                                  | 1922       |              | položka katalogu IBM                                             |
| 135           | Měsíce                                                      | tři písně s klavírem                                                                         | Vokální hudba                 | Písně s doprovodem klavíru                                      | 1922       | 1925         | položka katalogu IBM                                             |
| 135bis        | Dvě písně na ruskou poezii                                  |                                                                                              | Vokální hudba                 | Písně s doprovodem klavíru                                      | 1922       |              | položka katalogu IBM                                             |
| 136           | Smyčcové trio č. 1                                          | pro housle, violu a violoncello                                                              | Komorní hudba                 | Tria bez klavíru                                                | 1923       |              | položka katalogu IBM                                             |
| 137           | Loutky I                                                    | pět klavírních kusů                                                                          | Klávesové nástroje            | Klavír                                                          | 1925       |              | položka katalogu IBM                                             |
| 138           | Bajky                                                       |                                                                                              | Klávesové nástroje            | Klavír                                                          | 1924       |              | položka katalogu IBM                                             |
| 138bis        | Scherzo [auth.]                                             | pro klavír                                                                                   | Klávesové nástroje            | Klavír                                                          | 1924       | 1972         | položka katalogu IBM                                             |
| 139           | Kvartet pro klarinet, lesní roh, violoncello a malý bubínek | C dur                                                                                        | Komorní hudba                 | Kvartety pro různá nástrojová obsazení                          | 1924       |              | položka katalogu IBM                                             |
| 140           | Preludium                                                   |                                                                                              | Klávesové nástroje            | Klavír                                                          | 1924       |              | položka katalogu IBM                                             |
| 141           | Klavírní skladba (bez názvu)                                |                                                                                              | Klávesové nástroje            | Klavír                                                          | 1924       |              | položka katalogu IBM                                             |
| 142           | Half-time                                                   | rondo pro velký orchestr                                                                     | Orchestrální hudba            | Skladby pro velký orchestr                                      | 1924       | 1924         | položka katalogu IBM                                             |
| 143           | Concertino pro violoncello, dechy, klavír a bicí            | c moll                                                                                       | Koncerty a koncertantní hudba | Violoncellové koncerty                                          | 1924       | 1949         | položka katalogu IBM                                             |
| 144           | Nonet č. 1                                                  | pro flétnu, hoboj, klarinet, fagot, lesní roh, housle, violu, violoncello a klavír           | Komorní hudba                 | Nonety                                                          | 1925       |              | položka katalogu IBM                                             |
| 145           | Instruktivní duo pro nervózní                               |                                                                                              | Klávesové nástroje            | Klavír                                                          | 1925       |              | položka katalogu IBM                                             |
| 146           | Dětské písničky                                             | ve dvou řadách                                                                               | Vokální hudba                 | Písně s doprovodem klavíru                                      | 1925       |              | položka katalogu IBM                                             |
| 146bis        | Tři ukolébavky [auth.]                                      |                                                                                              | Vokální hudba                 | Písně s doprovodem klavíru                                      | 1925       |              | položka katalogu IBM                                             |
| 147           | Čínské písně                                                |                                                                                              | Vokální hudba                 | Písně s doprovodem klavíru                                      | 1925       |              | položka katalogu IBM                                             |
| 148           | Film v miniatuře                                            | cyklus klavírních skladeb [auth.]                                                            | Klávesové nástroje            | Klavír                                                          | 1925       | 1927         | položka katalogu IBM                                             |
| 149           | Koncert pro klavír a orchestr č. 1                          | D dur                                                                                        | Koncerty a koncertantní hudba | Klavírní koncerty                                               | 1925       | 1926         | položka katalogu IBM                                             |
| 150           | Smyčcový kvartet č. 2                                       |                                                                                              | Komorní hudba                 | Smyčcové kvartety                                               | 1925       | 1925         | položka katalogu IBM                                             |
| 151           | Vzpoura [auth.]                                             | baletní skica o 1 dějství                                                                    | Jevištní díla a filmová hudba | Balety                                                          | 1925       | 1928         | položka katalogu IBM                                             |
| 152           | Sonáta d moll                                               | pro housle a klavír                                                                          | Komorní hudba                 | Dua pro housle a klavír                                         | 1926       | 1963         | položka katalogu IBM                                             |
| 153           | Motýl, který dupal                                          | balet o 1 dějství                                                                            | Jevištní díla a filmová hudba | Balety                                                          | 1926       |              | položka katalogu IBM                                             |
| 153 A         | Orchestrální suita z baletu Motýl, který dupal              |                                                                                              | Orchestrální hudba            | Suity a výtahy z jevištních děl                                 | 1926       |              | položka katalogu IBM                                             |
| 154           | Tři české tance                                             | pro klavír                                                                                   | Klávesové nástroje            | Klavír                                                          | 1926       | 1927         | položka katalogu IBM                                             |
| 155           | La Bagarre (Vřava)                                          | Allegro pro velký orchestr                                                                   | Orchestrální hudba            | Skladby pro velký orchestr                                      | 1926       | 1927         | položka katalogu IBM                                             |
| 156           | Habanera                                                    |                                                                                              | Klávesové nástroje            | Klavír                                                          | 1926       |              | položka katalogu IBM                                             |
| 157           | Duo pro housle a violoncello č. 1                           |                                                                                              | Komorní hudba                 | Dua pro různé nástroje                                          | 1927       | 1927         | položka katalogu IBM                                             |
| 157bis        | Ruce                                                        |                                                                                              | Jevištní díla a filmová hudba | Balety                                                          | 1927       | 2011         | položka katalogu IBM                                             |
| 158           | Pro tanec                                                   |                                                                                              | Klávesové nástroje            | Klavír                                                          | 1927       |              | položka katalogu IBM                                             |
| 159           | Podivuhodný let                                             | mechanický balet                                                                             | Jevištní díla a filmová hudba | Balety                                                          | 1927       | 1980         | položka katalogu IBM                                             |
| 160           | Tři skici                                                   |                                                                                              | Klávesové nástroje            | Klavír                                                          | 1927       |              | položka katalogu IBM                                             |
| 161           | Kuchyňská revue [auth.]                                     | jazzový balet o 1 dějství                                                                    | Jevištní díla a filmová hudba | Balety                                                          | 1927       | 1927         | položka katalogu IBM                                             |
| 161 A         | Kuchyňská revue                                             | suita z baletu o jednom dějství                                                              | Orchestrální hudba            | Suity a výtahy z jevištních děl                                 | 1927       | 1930         | položka katalogu IBM                                             |
| 161 B         | Kuchyňská revue                                             | pro klavír                                                                                   | Klávesové nástroje            |                                                                 |            |              | položka katalogu IBM                                             |
| 162           | Voják a tanečnice                                           | komická opera o 3 dějstvích                                                                  | Jevištní díla a filmová hudba | Opery                                                           | 1927       | 1928         | položka katalogu IBM                                             |
| 162 A         | Předehra opery Voják a Tanečnice                            |                                                                                              | Orchestrální hudba            | Suity a výtahy z jevištních děl                                 | 1926       |              | položka katalogu IBM                                             |
| 163           | Natáčí se!                                                  | balet o 1 dějství                                                                            | Jevištní díla a filmová hudba | Balety                                                          | 1927       | 1979         | položka katalogu IBM                                             |
| 164           | Smyčcový kvintet                                            | pro dvoje housle, dvě violy a violoncello                                                    | Komorní hudba                 | Kvintety                                                        | 1927       |              | položka katalogu IBM                                             |
| 165           | Black-bottom [auth.]                                        |                                                                                              | Klávesové nástroje            | Klavír                                                          | 1927       |              | položka katalogu IBM                                             |
| 166           | Impromptu [auth.]                                           | tři skladby pro housle a klavír [auth.]                                                      | Komorní hudba                 | Dua pro housle a klavír                                         | 1927       |              | položka katalogu IBM                                             |
| 167           | Vánoce [auth.]                                              | tři skladby pro klavír [auth.]                                                               | Klávesové nástroje            | Klavír                                                          | 1927       |              | položka katalogu IBM                                             |
| 168           | Le Jazz                                                     |                                                                                              | Orchestrální hudba            | Skladby pro velký orchestr                                      | 1928       |              | položka katalogu IBM                                             |
| 169           | Slzy nože                                                   | opera o 1 dějství                                                                            | Jevištní díla a filmová hudba | Opery                                                           | 1928       | 1969         | položka katalogu IBM                                             |
| 170           | Čtyři věty                                                  |                                                                                              | Klávesové nástroje            | Klavír                                                          | 1929       |              | položka katalogu IBM                                             |
| 171           | Rhapsodie                                                   | pro velký orchestr                                                                           | Orchestrální hudba            | Skladby pro velký orchestr                                      | 1928       | 1928         | položka katalogu IBM                                             |
| 172           | Jazzová suita                                               | pro malý orchestr                                                                            | Orchestrální hudba            | Skladby pro komorní nebo malý orchestr                          | 1928       |              | položka katalogu IBM                                             |
| 173           | Divertimento (Concertino)                                   | pro klavír levou rukou a orchestr                                                            | Koncerty a koncertantní hudba | Klavírní koncerty                                               | 1926       | 1947         | položka katalogu IBM                                             |
| 173bis        | Par T.S.F.                                                  |                                                                                              | Klávesové nástroje            | Klavír                                                          | 1929       |              | položka katalogu IBM                                             |
| 174           | Sextet                                                      | pro dechové nástroje a klavír                                                                | Komorní hudba                 | Sextety                                                         | 1929       |              | položka katalogu IBM                                             |
| 174 A         | Scherzo (Divertimento)                                      | pro flétnu a klavír                                                                          | Komorní hudba                 | Dua pro různé nástroje                                          | 1929       |              | položka katalogu IBM                                             |
| 175           | Tři přání aneb Vrtkavosti života                            | filmová opera o 3 dějstvích                                                                  | Jevištní díla a filmová hudba | Opery                                                           | 1929       | 1971         | položka katalogu IBM                                             |
| 175 A         | Odjezd                                                      | symfonická mezihra z 3. dějství opery Tři přání                                              | Orchestrální hudba            | Suity a výtahy z jevištních děl                                 | 1929       |              | položka katalogu IBM                                             |
| 175 B         | Filmová hudba                                               | z 3. dějství opery Tři přání                                                                 | Jevištní díla a filmová hudba | Hudba k filmům                                                  | 1929       |              | položka katalogu IBM                                             |
| 176           | Blues                                                       |                                                                                              | Klávesové nástroje            | Klavír                                                          | 1929       | 1930         | položka katalogu IBM                                             |
| 177           | Tanec                                                       |                                                                                              | Klávesové nástroje            | Klavír                                                          | 1929       |              | položka katalogu IBM                                             |
| 178           | Preludium                                                   |                                                                                              | Klávesové nástroje            | Klavír                                                          | 1929       | 1929         | položka katalogu IBM                                             |
| 179           | Šest osob hledá autora                                      | scénická hudba k divadelní hře Luigiho Pirandella                                            | Jevištní díla a filmová hudba | Scénická hudba                                                  | 1929       | 1929         | položka katalogu IBM                                             |
| 180           | Fantazie                                                    | pro dva klavíry                                                                              | Klávesové nástroje            | Cembalo, varhany, 2 klavíry                                     | 1929       | 1937         | položka katalogu IBM                                             |
| 181           | Osm preludií                                                | pro klavír                                                                                   | Klávesové nástroje            | Klavír                                                          | 1929       |              | položka katalogu IBM                                             |
| 181 A         | Preludium ve formě scherza                                  | pro velký orchestr                                                                           | Orchestrální hudba            | Skladby pro velký orchestr                                      | 1930       |              | položka katalogu IBM                                             |
| 181bis        | Tango a Allegretto                                          | pro klavír                                                                                   | Klávesové nástroje            | Klavír                                                          | 1929       |              | položka katalogu IBM                                             |
| 182           | Sonáta č. 1                                                 | pro housle a klavír                                                                          | Komorní hudba                 | Dua pro housle a klavír                                         | 1929       | 1930         | položka katalogu IBM                                             |
| 183           | Smyčcový kvartet č. 3                                       |                                                                                              | Komorní hudba                 | Smyčcové kvartety                                               | 1929       |              | položka katalogu IBM                                             |
| 184           | Pět krátkých skladeb                                        | pro housle a klavír                                                                          | Komorní hudba                 | Dua pro housle a klavír                                         | 1930       | 1930         | položka katalogu IBM                                             |
| 184bis        | Tři písničky k Vánocům                                      |                                                                                              | Vokální hudba                 | Písně s doprovodem klavíru                                      | 1929       |              | položka katalogu IBM                                             |
| 185           | Jedním prstem                                               | klavírní skladba pro tři ruce                                                                | Klávesové nástroje            | Klavír                                                          | 1930       |              | položka katalogu IBM                                             |
| 186           | Šach králi                                                  | jazzový balet o 1 dějství                                                                    | Jevištní díla a filmová hudba | Balety                                                          | 1930       | 1980         | položka katalogu IBM                                             |
| 186bis        | Romance                                                     | pro housle a klavír                                                                          | Komorní hudba                 | Dua pro housle a klavír                                         | 1930       | 2022         | položka katalogu IBM                                             |
| 187           | Dechový kvintet                                             | pro flétnu, hoboj, klarinet, fagot a lesní roh                                               | Vše                           | Vše                                                             | 1930       |              | položka katalogu IBM                                             |
| 188           | Vokalíza                                                    | etuda pro střední hlas a klavír                                                              | Vokální hudba                 | Písně s doprovodem klavíru                                      | 1929       |              | položka katalogu IBM                                             |
| 188 A         | Arietta                                                     | pro housle a klavír                                                                          | Komorní hudba                 | Dua pro housle a klavír                                         | 1930       |              | položka katalogu IBM                                             |
| 188 B         | Arietta                                                     | pro violoncello a klavír                                                                     | Komorní hudba                 | Dua pro violoncello a klavír                                    | 1930       |              | položka katalogu IBM                                             |
| 189           | Nokturna                                                    | čtyři etudy pro violoncello a klavír                                                         | Komorní hudba                 | Dua pro violoncello a klavír                                    | 1931       |              | položka katalogu IBM                                             |
| 190           | Pastorely                                                   | šest kusů pro violoncello a klavír                                                           | Komorní hudba                 | Dua pro violoncello a klavír                                    | 1931       |              | položka katalogu IBM                                             |
| 191           | Snadné etudy pro dvoje housle                               |                                                                                              | Komorní hudba                 | Dua pro různé nástroje                                          | 1930       |              | položka katalogu IBM                                             |
| 192           | Miniaturní suita                                            | sedm lehkých kusů pro violoncello a klavír                                                   | Komorní hudba                 | Dua pro violoncello a klavír                                    | 1931       |              | položka katalogu IBM                                             |
| 193           | Klavírní trio č. 1 (Cinq pièces brèves)                     | pro housle, violoncello a klavír                                                             | Komorní hudba                 | Tria s klavírem                                                 | 1930       | 1930         | položka katalogu IBM                                             |
| 194           | Den dobročinnosti                                           | opera o 3 dějstvích                                                                          | Jevištní díla a filmová hudba | Opery                                                           | 1931       | 2003         | položka katalogu IBM                                             |
| 195           | Borová                                                      | sedm českých tanců                                                                           | Klávesové nástroje            | Klavír                                                          | 1930       |              | položka katalogu IBM                                             |
| 195 A         | Borová (Český tanec č. 1)                                   | pro malý orchestr                                                                            | Orchestrální hudba            | Skladby pro komorní nebo malý orchestr                          | 1931       |              | položka katalogu IBM                                             |
| 196 I         | Koncert pro violoncello a orchestr č. 1                     |                                                                                              | Koncerty a koncertantní hudba | Violoncellové koncerty                                          | 1930       | 1931         | položka katalogu IBM                                             |
| 196 II        | Koncert pro violoncello a orchestr č. 1                     |                                                                                              | Koncerty a koncertantní hudba | Violoncellové koncerty                                          | 1939       |              | položka katalogu IBM                                             |
| 196 III       | Koncert pro violoncello a orchestr č. 1                     |                                                                                              | Koncerty a koncertantní hudba | Violoncellové koncerty                                          | 1955       | 1955         | položka katalogu IBM                                             |
| 197           | Tři písně na básně Apollinairovy                            |                                                                                              | Vokální hudba                 | Písně s doprovodem klavíru                                      | 1930       | 1931         | položka katalogu IBM                                             |
| 198           | Sonatina pro dvoje housle a klavír                          |                                                                                              | Komorní hudba                 | Tria s klavírem                                                 | 1930       |              | položka katalogu IBM                                             |
| 199           | Serenáda                                                    | pro komorní orchestr                                                                         | Orchestrální hudba            | Skladby pro komorní nebo malý orchestr                          | 1930       | 1931         | položka katalogu IBM                                             |
| 200           | Les Rondes                                                  | suita tanců pro hoboj, klarinet, fagot, trubku, klavír a dvoje housle                        | Komorní hudba                 | Septety                                                         | 1930       | 1932         | položka katalogu IBM                                             |
| 201           | Sedm arabesek                                               | rytmické etudy pro violoncello a klavír                                                      | Komorní hudba                 | Dua pro violoncello a klavír                                    | 1931       |              | položka katalogu IBM                                             |
| 201 A         | Sedm arabesek                                               | rytmické etudy pro housle a klavír                                                           | Komorní hudba                 | Dua pro housle a klavír                                         | 1931       |              | položka katalogu IBM                                             |
| 202           | Rytmické etudy                                              | pro housle a klavír                                                                          | Komorní hudba                 | Dua pro housle a klavír                                         | 1932       | 1933         | položka katalogu IBM                                             |
| 202 A         | Rytmické etudy                                              | pro smyčcový orchestr                                                                        | Orchestrální hudba            | Skladby pro komorní nebo malý orchestr                          | 1958       | 1958         | položka katalogu IBM                                             |
| 203           | Skici                                                       | první řada                                                                                   | Klávesové nástroje            | Klavír                                                          | 1931       |              | položka katalogu IBM                                             |
| 204           | Skici                                                       | druhá řada                                                                                   | Klávesové nástroje            | Klavír                                                          | 1931       |              | položka katalogu IBM                                             |
| 205           | Čtyři kusy bez názvu                                        | Hry, první řada                                                                              | Klávesové nástroje            | Klavír                                                          | 1931       | 2003         | položka katalogu IBM                                             |
| 206           | Hry                                                         | šest snadných kusů pro klavír, druhá řada                                                    | Klávesové nástroje            | Klavír                                                          | 1931       |              | položka katalogu IBM                                             |
| 207           | Koncert pro smyčcové kvarteto a orchestr                    |                                                                                              | Koncerty a koncertantní hudba | Dvojkoncerty, trojkoncerty a čtyřkoncerty                       | 1931       | 1932         | položka katalogu IBM                                             |
| 208           | Sonáta č. 2                                                 | pro housle a klavír                                                                          | Komorní hudba                 | Dua pro housle a klavír                                         | 1931       | 1933         | položka katalogu IBM                                             |
| 209           | Česká říkadla                                               | šest ženských sborů                                                                          | Vokální hudba                 | Sbor a cappella                                                 | 1931       | 1933         | položka katalogu IBM                                             |
| 210           | Písničky pro děti                                           |                                                                                              | Vokální hudba                 | Písně s doprovodem klavíru                                      | 1931       |              | položka katalogu IBM                                             |
| 211           | Slavnostní ouvertura k všesokolskému sletu 1932             | pro velký orchestr                                                                           | Orchestrální hudba            | Skladby pro velký orchestr                                      | 1931       | 1932         | položka katalogu IBM                                             |
| 212           | Partita (Suita č. 1)                                        | pro smyčcový orchestr                                                                        | Orchestrální hudba            | Skladby pro komorní nebo malý orchestr                          | 1931       | 1932         | položka katalogu IBM                                             |
| 213           | Sonáta pro dvoje housle a klavír                            |                                                                                              | Komorní hudba                 | Tria s klavírem                                                 | 1932       | 1934         | položka katalogu IBM                                             |
| 213bis        | Dvě písně                                                   |                                                                                              | Vokální hudba                 | Písně s doprovodem klavíru                                      | 1932       | 1977         | položka katalogu IBM                                             |
| 214 A         | I. orchestrální suita z baletu Špalíček                     |                                                                                              | Orchestrální hudba            | Suity a výtahy z jevištních děl                                 | 1940       |              | položka katalogu IBM                                             |
| 214 B         | II. orchestrální suita z baletu Špalíček                    |                                                                                              | Orchestrální hudba            | Suity a výtahy z jevištních děl                                 | 1940       |              | položka katalogu IBM                                             |
| 214 C         | Dva tance z baletu Špalíček                                 |                                                                                              | Klávesové nástroje            | Klavír                                                          | 1932       |              | položka katalogu IBM                                             |
| 214 I         | Špalíček [auth.]                                            | balet se zpěvem o 3 dějstvích                                                                | Jevištní díla a filmová hudba | Balety                                                          | 1932       | 1933         | položka katalogu IBM                                             |
| 214 I A       | Svatební košile [auth.]                                     |                                                                                              | Vokální hudba                 | Kantáty s orchestrem                                            | 1932       |              | položka katalogu IBM                                             |
| 214 II        | Špalíček [auth.]                                            | balet se zpěvem o 3 dějstvích                                                                | Jevištní díla a filmová hudba | Balety                                                          | 1940       | 1949         | položka katalogu IBM                                             |
| 215           | Divertimento (Serenáda č. 4)                                | pro komorní orchestr                                                                         | Orchestrální hudba            | Skladby pro komorní nebo malý orchestr                          | 1932       | 1940         | položka katalogu IBM                                             |
| 216           | Serenáda č. 2                                               | pro dvoje housle a violu                                                                     | Komorní hudba                 | Tria bez klavíru                                                | 1932       | 1939         | položka katalogu IBM                                             |
| 217           | Serenáda č. 1                                               | pro klarinet, lesní roh, troje housle a violu                                                | Komorní hudba                 | Sextety                                                         | 1932       | 1940         | položka katalogu IBM                                             |
| 218           | Serenáda č. 3                                               | pro hoboj, klarinet, čtvery housle a violoncello                                             | Komorní hudba                 | Septety                                                         | 1932       | 1940         | položka katalogu IBM                                             |
| 219           | Koncertantní symfonie (Sinfonia Concertante)                | pro dva orchestry                                                                            | Orchestrální hudba            | Skladby pro velký orchestr                                      | 1932       | 1958         | položka katalogu IBM                                             |
| 220           | Taneční črty                                                |                                                                                              | Klávesové nástroje            | Klavír                                                          | 1932       |              | položka katalogu IBM                                             |
| 221           | Dětské skladby                                              |                                                                                              | Klávesové nástroje            | Klavír                                                          | 1932       |              | položka katalogu IBM                                             |
| 222           | Lístek do památníku [auth.]                                 | (č. 1)                                                                                       | Klávesové nástroje            | Klavír                                                          | 1932       | 1955         | položka katalogu IBM                                             |
| 223           | Melo                                                        | hudba k francouzskému filmu                                                                  | Jevištní díla a filmová hudba | Hudba k filmům                                                  | 1932       | 1932         | položka katalogu IBM                                             |
| 224           | Smyčcový sextet                                             | pro dvoje housle, dvě violy a dvě violoncella                                                | Komorní hudba                 | Sextety                                                         | 1932       | 1933         | položka katalogu IBM                                             |
| 224 A         | Smyčcový sextet                                             | úprava pro smyčcový orchestr                                                                 | Orchestrální hudba            | Skladby pro komorní nebo malý orchestr                          |            | 1951         | položka katalogu IBM                                             |
| 225           | Čtyři dětské písně a říkadla                                |                                                                                              | Vokální hudba                 | Písně s doprovodem klavíru                                      | 1932       |              | položka katalogu IBM                                             |
| 226           | Koncert pro housle a orchestr č. 1                          |                                                                                              | Koncerty a koncertantní hudba | Houslové koncerty                                               | 1933       | 1973         | položka katalogu IBM                                             |
| 227           | Ritornely                                                   | šest klavírních kusů                                                                         | Klávesové nástroje            | Klavír                                                          | 1932       | 1935         | položka katalogu IBM                                             |
| 228           | Dvě balady na slova lidové poezie                           | pro alt a klavír                                                                             | Vokální hudba                 | Písně s doprovodem klavíru                                      | 1932       | 1933         | položka katalogu IBM                                             |
| 229           | Klavírní kvintet č. 1                                       |                                                                                              | Komorní hudba                 | Kvintety                                                        | 1933       | 1934         | položka katalogu IBM                                             |
| 230           | Velikonoční                                                 |                                                                                              | Vokální hudba                 | Písně s doprovodem klavíru                                      | 1933       | 1956         | položka katalogu IBM                                             |
| 231           | Koncert pro klavírní trio a smyčcový orchestr               |                                                                                              | Koncerty a koncertantní hudba | Dvojkoncerty, trojkoncerty a čtyřkoncerty                       | 1933       | 1963         | položka katalogu IBM                                             |
| 232           | Concertino pro klavírní trio a smyčcový orchestr            |                                                                                              | Koncerty a koncertantní hudba | Dvojkoncerty, trojkoncerty a čtyřkoncerty                       | 1933       | 1936         | položka katalogu IBM                                             |
| 232bis        | Dvě písně na texty negerské poezie                          |                                                                                              | Vokální hudba                 | Písně s doprovodem klavíru                                      | 1932       |              | položka katalogu IBM                                             |
| 233           | Marijka nevěrnice                                           | hudba k filmu                                                                                | Jevištní díla a filmová hudba | Hudba k filmům                                                  | 1933       | 1934         | položka katalogu IBM                                             |
| 234           | Invence                                                     | pro velký orchestr                                                                           | Orchestrální hudba            | Skladby pro velký orchestr                                      | 1934       | 1934         | položka katalogu IBM                                             |
| 235           | Čtyři písně o Marii [auth.]                                 | pro smíšený sbor [auth.]                                                                     | Vokální hudba                 | Sbor a cappella                                                 | 1934       | 1935         | položka katalogu IBM                                             |
| 236           | Hry o Marii                                                 |                                                                                              | Jevištní díla a filmová hudba | Opery                                                           | 1934       | 1935         | položka katalogu IBM                                             |
| 236/2 I       | Mariken z Nimègue                                           | první verze druhého dějství z opery Hry o Marii                                              | Jevištní díla a filmová hudba | Opery                                                           | 1934       |              | položka katalogu IBM                                             |
| 237           | Koncert pro klavír a orchestr č. 2                          |                                                                                              | Koncerty a koncertantní hudba | Klavírní koncerty                                               | 1934       | 1935         | položka katalogu IBM                                             |
| 238           | Smyčcové trio č. 2                                          | pro housle, violu a violoncello                                                              | Komorní hudba                 | Tria bez klavíru                                                | 1934       | 1935         | položka katalogu IBM                                             |
| 239           | Střevíček                                                   | hudba k dokumentárnímu a propagačnímu filmu                                                  | Jevištní díla a filmová hudba | Hudba k filmům                                                  | 1935       |              | položka katalogu IBM                                             |
| 240           | Město živé vody: Mariánské Lázně                            | hudba k dokumentárnímu filmu                                                                 | Jevištní díla a filmová hudba | Hudba k filmům                                                  | 1935       |              | položka katalogu IBM                                             |
| 240 A         | Vložka [auth.]                                              | z filmu Město živé vody: Mariánské Lázně                                                     | Jevištní díla a filmová hudba | Hudba k filmům                                                  | 1935       |              | položka katalogu IBM                                             |
| 241           | Lístek do památníku                                         | (č. 2)                                                                                       | Klávesové nástroje            | Klavír                                                          | 1935       |              | položka katalogu IBM                                             |
| 242           | Skladba pro malé Evy [auth.]                                |                                                                                              | Klávesové nástroje            | Klavír                                                          | 1935       |              | položka katalogu IBM                                             |
| 243           | Hlas lesa [auth.]                                           | rozhlasová opera o 1 dějství                                                                 | Jevištní díla a filmová hudba | Opery                                                           | 1935       | 1935         | položka katalogu IBM                                             |
| 244           | Dvě skladby                                                 | pro cembalo                                                                                  | Klávesové nástroje            | Cembalo, varhany, 2 klavíry                                     | 1935       | 1938         | položka katalogu IBM                                             |
| 245           | Paridův soud                                                | balet o 1 dějství                                                                            | Jevištní díla a filmová hudba | Balety                                                          | 1935       |              | položka katalogu IBM                                             |
| 246           | Koncert pro cembalo a malý orchestr                         |                                                                                              | Koncerty a koncertantní hudba | Koncerty pro různé sólové nástroje                              | 1935       | 1936         | položka katalogu IBM                                             |
| 247           | Veselohra na mostě [auth.]                                  | rozhlasová opera o 1 dějství                                                                 | Jevištní díla a filmová hudba | Opery                                                           | 1935       | 1937         | položka katalogu IBM                                             |
| 247 A         | Malá suita                                                  | z opery "Veselohra na mostě"                                                                 | Orchestrální hudba            | Suity a výtahy z jevištních děl                                 | 1951       |              | položka katalogu IBM                                             |
| 248           | Oidipus [auth.]                                             | scénicka hudba k divadelní hře Andrého Gida                                                  | Jevištní díla a filmová hudba | Scénická hudba                                                  | 1936       | 1936         | položka katalogu IBM                                             |
| 248 A         | Malá suita                                                  | ze scénické hudby k Oidipovi od Andrého Gida                                                 | Orchestrální hudba            | Suity a výtahy z jevištních děl                                 | 1936       |              | položka katalogu IBM                                             |
| 249           | Dumka (č. 1)                                                |                                                                                              | Klávesové nástroje            | Klavír                                                          | 1936       |              | položka katalogu IBM                                             |
| 250           | Dumka (č. 2)                                                |                                                                                              | Klávesové nástroje            | Klavír                                                          | 1936       |              | položka katalogu IBM                                             |
| 251           | Divadlo za bránou [auth.]                                   | opera-balet o 3 dějstvích                                                                    | Jevištní díla a filmová hudba | Opery                                                           | 1936       | 1936         | položka katalogu IBM                                             |
| 251 A         | Commedia dell'arte                                          | Orchestrální suita z 1. dějství opery Divadlo za bránou                                      | Orchestrální hudba            | Suity a výtahy z jevištních děl                                 | 1936       |              | položka katalogu IBM                                             |
| 251bis        | Zastavme sa                                                 |                                                                                              | Vokální hudba                 | Písně s doprovodem klavíru                                      | 1936       |              | položka katalogu IBM                                             |
| 252           | Koncert pro flétnu, housle a orchestr                       |                                                                                              | Koncerty a koncertantní hudba | Dvojkoncerty, trojkoncerty a čtyřkoncerty                       | 1936       | 1936         | položka katalogu IBM                                             |
| 253           | Juliette (Snář) [auth.]                                     | lyrická opera o 3 dějstvích                                                                  | Jevištní díla a filmová hudba | Opery                                                           | 1937       | 1938         | položka katalogu IBM                                             |
| 253 A         | Tři fragmenty z opery Juliette                              |                                                                                              | Orchestrální hudba            | Suity a výtahy z jevištních děl                                 | 1939       | 2008         | položka katalogu IBM                                             |
| 253 B         | Orchestrální suita z opery Juliette                         |                                                                                              | Orchestrální hudba            | Suity a výtahy z jevištních děl                                 | 1937       |              | položka katalogu IBM                                             |
| 253 C         | Juliette (Snář)                                             | druhé dějství, 3. scéna                                                                      | Klávesové nástroje            | Klavír                                                          | 1941       |              | položka katalogu IBM                                             |
| 254           | Sonáta pro flétnu, housle a klavír                          |                                                                                              | Komorní hudba                 | Tria s klavírem                                                 | 1937       | 1937         | položka katalogu IBM                                             |
| 255           | Dvakrát Alexandr                                            | opera buffa o 1 dějství                                                                      | Jevištní díla a filmová hudba | Opery                                                           | 1937       | 1964         | položka katalogu IBM                                             |
| 256           | Smyčcový kvartet č. 4                                       |                                                                                              | Komorní hudba                 | Smyčcové kvartety                                               | 1937       | 1938         | položka katalogu IBM                                             |
| 257           | Čtvrtky a osminky                                           |                                                                                              | Klávesové nástroje            | Klavír                                                          | 1937       |              | položka katalogu IBM                                             |
| 258           | Strašidelný vlak                                            |                                                                                              | Klávesové nástroje            | Klavír                                                          | 1937       |              | položka katalogu IBM                                             |
| 259           | Koleda milostná                                             |                                                                                              | Vokální hudba                 | Písně s doprovodem klavíru                                      | 1937       |              | položka katalogu IBM                                             |
| 260           | Kytice [auth.]                                              | cyklus skladeb na lidové texty, pro smíšený sbor (dětský sbor), sóla a malý orchestr [auth.] | Vokální hudba                 | Kantáty s orchestrem                                            | 1937       | 1938         | položka katalogu IBM                                             |
| 261           | Intermezzo [auth.]                                          | čtyři skladby pro housle a klavír [auth.]                                                    | Komorní hudba                 | Dua pro housle a klavír                                         | 1937       |              | položka katalogu IBM                                             |
| 262           | Sonatina pro housle a klavír                                |                                                                                              | Komorní hudba                 | Dua pro housle a klavír                                         | 1937       |              | položka katalogu IBM                                             |
| 263           | Concerto grosso                                             | pro komorní orchestr                                                                         | Orchestrální hudba            | Skladby pro komorní nebo malý orchestr                          | 1937       | 1941         | položka katalogu IBM                                             |
| 264           | Koncertantní duo                                            | pro dvoje housle a orchestr                                                                  | Koncerty a koncertantní hudba | Dvojkoncerty, trojkoncerty a čtyřkoncerty                       | 1937       | 1938         | položka katalogu IBM                                             |
| 265           | Trio pro flétnu, housle a fagot                             |                                                                                              | Komorní hudba                 | Tria bez klavíru                                                | 1937       | 1938         | položka katalogu IBM                                             |
| 266           | Čtyři madrigaly                                             | pro hoboj, klarinet a fagot                                                                  | Komorní hudba                 | Tria bez klavíru                                                | 1938       |              | položka katalogu IBM                                             |
| 267           | Tre ricercari                                               | pro komorní orchestr                                                                         | Orchestrální hudba            | Skladby pro komorní nebo malý orchestr                          | 1938       | 1938         | položka katalogu IBM                                             |
| 267bis (8bis) | Ach, ozvi se                                                |                                                                                              | Vokální hudba                 | Písně s doprovodem klavíru                                      |            |              | položka katalogu IBM                                             |
| 268           | Smyčcový kvartet č. 5                                       |                                                                                              | Komorní hudba                 | Smyčcové kvartety                                               | 1938       |              | položka katalogu IBM                                             |
| 269           | Concertino pro klavír a orchestr                            |                                                                                              | Koncerty a koncertantní hudba | Klavírní koncerty                                               | 1938       | 1947         | položka katalogu IBM                                             |
| 270           | Okna do zahrady [auth.]                                     | cyklus klavírních skladeb [auth.]                                                            | Klávesové nástroje            | Klavír                                                          | 1938       |              | položka katalogu IBM                                             |
| 271           | Dvojkoncert                                                 | pro dva smyčcové orchestry, klavír a tympány                                                 | Koncerty a koncertantní hudba | Klavírní koncerty                                               | 1938       | 1940         | položka katalogu IBM                                             |
| 272           | Pohádky                                                     |                                                                                              | Klávesové nástroje            | Klavír                                                          | 1939       |              | položka katalogu IBM                                             |
| 273           | Vím hájíček                                                 | Vitulčině mamince k narozeninám                                                              | Vokální hudba                 | Písně s doprovodem klavíru                                      | 1939       |              | položka katalogu IBM                                             |
| 274           | Promenády                                                   | pro flétnu, housle a cembalo                                                                 | Komorní hudba                 | Tria bez klavíru                                                | 1939       |              | položka katalogu IBM                                             |
| 275           | Bergerettes                                                 | pro housle, violoncello a klavír                                                             | Komorní hudba                 | Tria s klavírem                                                 | 1939       |              | položka katalogu IBM                                             |
| 276 I         | Koncertantní suita pro housle a orchestr                    |                                                                                              | Koncerty a koncertantní hudba | Houslové koncerty                                               | 1939       | 1943         | položka katalogu IBM                                             |
| 276 II        | Koncertantní suita pro housle a orchestr                    |                                                                                              | Koncerty a koncertantní hudba | Houslové koncerty                                               | 1944       | 1945         | položka katalogu IBM                                             |
| 277           | Sonáta č. 1                                                 | pro violoncello a klavír                                                                     | Komorní hudba                 | Dua pro violoncello a klavír                                    | 1939       | 1940         | položka katalogu IBM                                             |
| 277bis        | České hádanky                                               |                                                                                              | Vokální hudba                 | Písně s doprovodem klavíru                                      | 1939       |              | položka katalogu IBM                                             |
| 278           | České madrigaly                                             | osm madrigalů pro smíšený sbor                                                               | Vokální hudba                 | Sbor a cappella                                                 | 1939       | 1965         | položka katalogu IBM                                             |
| 279           | Polní mše [auth.]                                           | kantáta pro baryton, mužský sbor a orchestr                                                  | Vokální hudba                 | Kantáty s orchestrem                                            | 1939       | 1946         | položka katalogu IBM                                             |
| 279bis        | Přání mamince [auth.]                                       |                                                                                              | Vokální hudba                 | Písně s doprovodem klavíru                                      | 1939       | 1939         | položka katalogu IBM                                             |
| 280           | Vojenský pochod                                             | pro orchestr                                                                                 | Orchestrální hudba            | Skladby pro velký orchestr                                      | 1940       |              | položka katalogu IBM                                             |
| 281           | Fantazie a toccata                                          | pro klavír                                                                                   | Klávesové nástroje            | Klavír                                                          | 1940       | 1943         | položka katalogu IBM                                             |
| 282           | Sinfonietta giocosa                                         | pro klavír a malý orchestr                                                                   | Koncerty a koncertantní hudba | Klavírní koncerty                                               | 1940       | 1942         | položka katalogu IBM                                             |
| 282bis        | Čtyři písně na texty české lidové poezie                    | pro hlas a klavír                                                                            | Vokální hudba                 | Písně s doprovodem klavíru                                      | 1940       | 1997         | položka katalogu IBM                                             |
| 283           | Sonata da camera                                            | pro violoncello a malý orchestr                                                              | Koncerty a koncertantní hudba | Violoncellové koncerty                                          | 1940       | 1943         | položka katalogu IBM                                             |
| 283bis        | Říkadla a písně na texty české lidové poezie                |                                                                                              | Vokální hudba                 | Písně s doprovodem klavíru                                      | 1940       |              | položka katalogu IBM                                             |
| 284           | Mazurka                                                     | pro klavír                                                                                   | Klávesové nástroje            | Klavír                                                          | 1941       |              | položka katalogu IBM                                             |
| 285           | Concerto da camera                                          | pro housle a smyčcový orchestr s klavírem a bicími nástroji                                  | Koncerty a koncertantní hudba | Houslové koncerty                                               | 1941       | 1942         | položka katalogu IBM                                             |
| 285bis        | Dumka č. 3                                                  |                                                                                              | Klávesové nástroje            | Klavír                                                          | 1941       |              | položka katalogu IBM                                             |
| 286           | Sonáta č. 2                                                 | pro violoncello a klavír                                                                     | Komorní hudba                 | Dua pro violoncello a klavír                                    | 1941       | 1942         | položka katalogu IBM                                             |
| 286bis        | Veselé Vánoce 1941                                          |                                                                                              | Klávesové nástroje            | Klavír                                                          | 1941       |              | položka katalogu IBM                                             |
| 286ter        | Birthday 1942                                               |                                                                                              | Klávesové nástroje            | Klavír                                                          | 1942       |              | položka katalogu IBM                                             |
| 287           | Klavírní kvartet                                            |                                                                                              | Komorní hudba                 | Kvartety pro různá nástrojová obsazení                          | 1942       |              | položka katalogu IBM                                             |
| 288           | Nový Špalíček                                               | cyklus písní na texty moravské lidové poezie                                                 | Vokální hudba                 | Písně s doprovodem klavíru                                      | 1942       | 1943         | položka katalogu IBM                                             |
| 289           | Symfonie č. 1                                               |                                                                                              | Orchestrální hudba            | Symfonie                                                        | 1942       | 1942         | položka katalogu IBM                                             |
| 290           | Variace na Rossiniho téma                                   | pro violoncello a klavír                                                                     | Komorní hudba                 | Dua pro violoncello a klavír                                    | 1942       | 1943         | položka katalogu IBM                                             |
| 291           | Madrigalová sonáta                                          | pro flétnu, housle a klavír                                                                  | Komorní hudba                 | Tria s klavírem                                                 | 1942       | 1942         | položka katalogu IBM                                             |
| 292           | Koncert pro dva klavíry a orchestr                          |                                                                                              | Koncerty a koncertantní hudba | Dvojkoncerty, trojkoncerty a čtyřkoncerty                       | 1943       | 1943         | položka katalogu IBM                                             |
| 293           | Koncert pro housle a orchestr č. 2                          |                                                                                              | Koncerty a koncertantní hudba | Houslové koncerty                                               | 1943       | 1943         | položka katalogu IBM                                             |
| 294           | Písničky na jednu stránku                                   | cyklus písní na texty moravské lidové poezie pro zpěv a klavír                               | Vokální hudba                 | Písně s doprovodem klavíru                                      | 1943       |              | položka katalogu IBM                                             |
| 295           | Symfonie č. 2                                               |                                                                                              | Orchestrální hudba            | Symfonie                                                        | 1943       | 1943         | položka katalogu IBM                                             |
| 296           | Památník Lidicím                                            | pro symfonický orchestr                                                                      | Orchestrální hudba            | Skladby pro velký orchestr                                      | 1943       | 1943         | položka katalogu IBM                                             |
| 297           | Pět madrigalových stancí                                    | pro housle a klavír                                                                          | Komorní hudba                 | Dua pro housle a klavír                                         | 1943       |              | položka katalogu IBM                                             |
| 298           | Klavírní kvintet č. 2                                       |                                                                                              | Komorní hudba                 | Kvintety                                                        | 1944       | 1944         | položka katalogu IBM                                             |
| 299           | Symfonie č. 3                                               |                                                                                              | Orchestrální hudba            | Symfonie                                                        | 1944       | 1945         | položka katalogu IBM                                             |
| 300           | Trio pro flétnu, violoncello a klavír                       |                                                                                              | Komorní hudba                 | Tria s klavírem                                                 | 1944       | 1945         | položka katalogu IBM                                             |
| 301           | Fantazie                                                    | pro teremin, hoboj, klavír a smyčcový kvartet                                                | Komorní hudba                 | Septety                                                         | 1944       | 1945         | položka katalogu IBM                                             |
| 302           | Písničky na dvě stránky [auth.]                             | cyklus písní na texty moravské lidové poezie pro zpěv a klavír                               | Vokální hudba                 | Písně s doprovodem klavíru                                      | 1944       | 1946         | položka katalogu IBM                                             |
| 303           | Sonáta č. 3                                                 | pro housle a klavír                                                                          | Komorní hudba                 | Dua pro housle a klavír                                         | 1944       | 1945         | položka katalogu IBM                                             |
| 304           | Koncert pro violoncello a orchestr č. 2                     |                                                                                              | Koncerty a koncertantní hudba | Violoncellové koncerty                                          | 1945       | 1965         | položka katalogu IBM                                             |
| 304bis        | Berceuse                                                    |                                                                                              | Klávesové nástroje            | Klavír                                                          | 1945       |              | položka katalogu IBM                                             |
| 305           | Symfonie č. 4                                               |                                                                                              | Orchestrální hudba            | Symfonie                                                        | 1945       | 1945         | položka katalogu IBM                                             |
| 306           | Sonáta pro flétnu a klavír                                  |                                                                                              | Komorní hudba                 | Dua pro různé nástroje                                          | 1945       | 1949         | položka katalogu IBM                                             |
| 307           | Česká rapsodie                                              | pro housle a klavír                                                                          | Komorní hudba                 | Dua pro housle a klavír                                         | 1945       |              | položka katalogu IBM                                             |
| 308           | Etudy a polky                                               | šestnáct klavírních skladeb ve třech sešitech                                                | Klávesové nástroje            | Klavír                                                          | 1945       | 1946         | položka katalogu IBM                                             |
| 309           | Thunderbolt P-47 [auth.]                                    | scherzo pro orchestr                                                                         | Orchestrální hudba            | Skladby pro velký orchestr                                      | 1945       | 1945         | položka katalogu IBM                                             |
| 310           | Symfonie č. 5                                               |                                                                                              | Orchestrální hudba            | Symfonie                                                        | 1946       | 1947         | položka katalogu IBM                                             |
| 311           | Toccata e due canzoni                                       | pro malý orchestr                                                                            | Orchestrální hudba            | Skladby pro komorní nebo malý orchestr                          | 1946       | 1947         | položka katalogu IBM                                             |
| 312           | Smyčcový kvartet č. 6                                       |                                                                                              | Komorní hudba                 | Smyčcové kvartety                                               | 1946       | 1947         | položka katalogu IBM                                             |
| 313           | Tři madrigaly (Duo č. 1)                                    | pro housle a violu                                                                           | Komorní hudba                 | Dua pro různé nástroje                                          | 1947       | 1947         | položka katalogu IBM                                             |
| 314           | Smyčcový kvartet č. 7 (Concerto da camera)                  |                                                                                              | Komorní hudba                 | Smyčcové kvartety                                               | 1947       | 1949         | položka katalogu IBM                                             |
| 315           | Kvartet pro hoboj, housle, violoncello a klavír             |                                                                                              | Komorní hudba                 | Kvartety pro různá nástrojová obsazení                          | 1947       | 1949         | položka katalogu IBM                                             |
| 316           | Koncert pro klavír a orchestr č. 3                          |                                                                                              | Koncerty a koncertantní hudba | Klavírní koncerty                                               | 1948       | 1949         | položka katalogu IBM                                             |
| 317           | Škrtička                                                    | Obřad proměny                                                                                | Jevištní díla a filmová hudba | Balety                                                          | 1948       | 1948         | položka katalogu IBM                                             |
| 318           | Pátý den páté luny                                          |                                                                                              | Klávesové nástroje            | Klavír                                                          | 1948       |              | položka katalogu IBM                                             |
| 319           | Bukinisté z nábřeží Malaquais                               |                                                                                              | Klávesové nástroje            | Klavír                                                          | 1948       |              | položka katalogu IBM                                             |
| 320           | Pozdrav sokolstvu a sletu                                   | Slavnostní fanfára pro dechové nástroje                                                      | Orchestrální hudba            | Skladby pro komorní nebo malý orchestr                          | 1948       |              | položka katalogu IBM                                             |
| 321           | Pět českých madrigalů                                       | pro smíšený sbor                                                                             | Vokální hudba                 | Sbor a cappella                                                 | 1948       | 1950         | položka katalogu IBM                                             |
| 322           | Koncertantní symfonie (Sinfonia Concertante)                | pro housle, violoncello, hoboj, fagot a malý orchestr                                        | Koncerty a koncertantní hudba | Dvojkoncerty, trojkoncerty a čtyřkoncerty                       | 1949       | 1950         | položka katalogu IBM                                             |
| 323           | Bagatela                                                    | pro klavír                                                                                   | Klávesové nástroje            | Klavír                                                          | 1949       |              | položka katalogu IBM                                             |
| 324           | Tři české tance                                             | pro dva klavíry                                                                              | Klávesové nástroje            | Cembalo, varhany, 2 klavíry                                     | 1949       |              | položka katalogu IBM                                             |
| 325           | Mazurka - Nokturno                                          | pro hoboj, dvoje housle a violoncello                                                        | Komorní hudba                 | Kvartety pro různá nástrojová obsazení                          | 1949       | 1949         | položka katalogu IBM                                             |
| 326           | Barkarola                                                   | pro klavír                                                                                   | Klávesové nástroje            | Klavír                                                          | 1949       |              | položka katalogu IBM                                             |
| 327           | Klavírní trio č. 2                                          | pro housle, violoncello a klavír                                                             | Komorní hudba                 | Tria s klavírem                                                 | 1950       | 1950         | položka katalogu IBM                                             |
| 328           | Sinfonietta La Jolla                                        | pro komorní orchestr                                                                         | Orchestrální hudba            | Skladby pro komorní nebo malý orchestr                          | 1950       | 1950         | položka katalogu IBM                                             |
| 329           | Koncert pro dvoje housle a orchestr                         |                                                                                              | Koncerty a koncertantní hudba | Dvojkoncerty, trojkoncerty a čtyřkoncerty                       | 1950       | 1951         | položka katalogu IBM                                             |
| 330           | Intermezzo                                                  | pro velký orchestr                                                                           | Orchestrální hudba            | Skladby pro velký orchestr                                      | 1950       | 1950         | položka katalogu IBM                                             |
| 331           | Duo č. 2                                                    | pro housle a violu                                                                           | Komorní hudba                 | Dua pro různé nástroje                                          | 1950       | 1951         | položka katalogu IBM                                             |
| 332           | Klavírní trio č. 3                                          | pro housle, violoncello a klavír                                                             | Komorní hudba                 | Tria s klavírem                                                 | 1951       | 1952         | položka katalogu IBM                                             |
| 333           | Improvizace                                                 | pro klavír                                                                                   | Klávesové nástroje            | Klavír                                                          | 1951       |              | položka katalogu IBM                                             |
| 334           | Serenáda                                                    | pro dva klarinety, housle, violu a violoncello                                               | Komorní hudba                 | Kvintety                                                        | 1951       | 1952         | položka katalogu IBM                                             |
| 335           | Pastorely ze Stowe                                          | pro pět zobcových fléten, klarinet, dvoje housle a violoncello                               | Komorní hudba                 | Nonety                                                          | 1951       | 1952         | položka katalogu IBM                                             |
| 336           | Čím lidé žijí                                               | pastorální opera o jednom dějství                                                            | Jevištní díla a filmová hudba | Opery                                                           | 1952       |              | položka katalogu IBM                                             |
| 337           | Rhapsody-Concerto                                           | pro violu a orchestr                                                                         | Koncerty a koncertantní hudba | Koncerty pro různé sólové nástroje                              | 1952       | 1953         | položka katalogu IBM                                             |
| 338           | Tři zpěvy                                                   | pro ženský sbor                                                                              | Vokální hudba                 | Sbor a cappella                                                 | 1952       | 1956         | položka katalogu IBM                                             |
| 339           | Tři písně posvátné (Tři legendy)                            | pro ženský sbor a housle                                                                     | Vokální hudba                 | Sbor s nástrojovým doprovodem                                   | 1952       | 1956         | položka katalogu IBM                                             |
| 339 A         | Panenka Maria po světě chodila                              |                                                                                              | Vokální hudba                 | Sbor a cappella                                                 | 1952       |              | položka katalogu IBM                                             |
| 340           | Sonáta č. 3                                                 | pro violoncello a klavír                                                                     | Komorní hudba                 | Dua pro violoncello a klavír                                    | 1952       | 1953         | položka katalogu IBM                                             |
| 341           | Ženitba                                                     | komická opera o dvou dějstvích                                                               | Jevištní díla a filmová hudba | Opery                                                           | 1952       | 1953         | položka katalogu IBM                                             |
| 342           | Koncert pro housle, klavír a orchestr                       |                                                                                              | Koncerty a koncertantní hudba | Dvojkoncerty, trojkoncerty a čtyřkoncerty                       | 1953       | 1954         | položka katalogu IBM                                             |
| 343           | Symfonie č. 6 (Symfonické fantazie)                         |                                                                                              | Orchestrální hudba            | Symfonie                                                        | 1953       | 1955         | položka katalogu IBM                                             |
| 344           | Žaloba proti neznámému                                      | opera o třech dějstvích                                                                      | Jevištní díla a filmová hudba | Opery                                                           | 1953       | 1980         | položka katalogu IBM                                             |
| 345           | Předehra                                                    | pro orchestr                                                                                 | Orchestrální hudba            | Skladby pro velký orchestr                                      | 1953       |              | položka katalogu IBM                                             |
| 346           | Mirandolina                                                 | komická opera o třech dějstvích                                                              | Jevištní díla a filmová hudba | Opery                                                           | 1954       | 1959         | položka katalogu IBM                                             |
| 346 A         | Saltarello                                                  | z opery Mirandolina                                                                          | Orchestrální hudba            | Suity a výtahy z jevištních děl                                 | 1954       |              | položka katalogu IBM                                             |
| 347           | Hymnus k svatému Jakubu [auth.]                             | pro sóla, smíšený sbor, varhany a instrumentální doprovod                                    | Vokální hudba                 | Kantáty bez nástrojového doprovodu nebo s jednotlivými nástroji | 1954       | 1955         | položka katalogu IBM                                             |
| 348           | Petrklíč                                                    | dvojzpěvy na texty moravské lidové poezie                                                    | Vokální hudba                 | Sbor s nástrojovým doprovodem                                   | 1954       | 1955         | položka katalogu IBM                                             |
| 349           | Hora tří světel                                             | pro mužský sbor a varhany                                                                    | Vokální hudba                 | Kantáty bez nástrojového doprovodu nebo s jednotlivými nástroji | 1954       | 1955         | položka katalogu IBM                                             |
| 350           | Sonáta pro klavír                                           |                                                                                              | Klávesové nástroje            | Klavír                                                          | 1954       | 1957         | položka katalogu IBM                                             |
| 351           | Epos o Gilgamešovi                                          | oratorium pro sóla, smíšený sbor a orchestr                                                  | Vokální hudba                 | Oratorium                                                       | 1955       | 1958         | položka katalogu IBM                                             |
| 352           | Fresky Piera della Francesca                                | pro velký orchestr                                                                           | Orchestrální hudba            | Skladby pro velký orchestr                                      | 1955       | 1956         | položka katalogu IBM                                             |
| 353           | Koncert pro hoboj a malý orchestr                           |                                                                                              | Koncerty a koncertantní hudba | Koncerty pro různé sólové nástroje                              | 1955       | 1956         | položka katalogu IBM                                             |
| 354           | Otvírání studánek [auth.]                                   | kantáta pro sóla, ženský sbor a instrumentální doprovod                                      | Vokální hudba                 | Kantáty bez nástrojového doprovodu nebo s jednotlivými nástroji | 1955       | 1955         | položka katalogu IBM                                             |
| 355           | Sonáta pro violu a klavír                                   |                                                                                              | Komorní hudba                 | Dua pro různé nástroje                                          | 1955       | 1956         | položka katalogu IBM                                             |
| 356           | Sonatina pro klarinet a klavír                              |                                                                                              | Komorní hudba                 | Dua pro různé nástroje                                          | 1956       |              | položka katalogu IBM                                             |
| 357           | Sonatina pro trubku a klavír                                |                                                                                              | Komorní hudba                 | Dua pro různé nástroje                                          | 1956       |              | položka katalogu IBM                                             |
| 358           | Koncert pro klavír a orchestr č. 4 (Inkantace)              |                                                                                              | Koncerty a koncertantní hudba | Klavírní koncerty                                               | 1956       | 1956         | položka katalogu IBM                                             |
| 359           | Impromptu                                                   | pro dva klavíry                                                                              | Klávesové nástroje            | Cembalo, varhany, 2 klavíry                                     | 1956       | 1990         | položka katalogu IBM                                             |
| 360           | Legenda z dýmu bramborové nati [auth.]                      | kantáta pro sóla, smíšený sbor a instrumentální doprovod                                     | Vokální hudba                 | Kantáty bez nástrojového doprovodu nebo s jednotlivými nástroji | 1956       | 1957         | položka katalogu IBM                                             |
| 361           | Zbojnické písně                                             | deset mužských sborů                                                                         | Vokální hudba                 | Sbor a cappella                                                 | 1957       | 1957         | položka katalogu IBM                                             |
| 362           | Adagio (Vzpomínky)                                          |                                                                                              | Klávesové nástroje            | Klavír                                                          | 1957       |              | položka katalogu IBM                                             |
| 363           | Skála                                                       | symfonické preludium pro velký orchestr                                                      | Orchestrální hudba            | Skladby pro velký orchestr                                      | 1957       | 1958         | položka katalogu IBM                                             |
| 364           | Romance z pampelišek                                        | kantáta pro smíšený sbor a sopránové sólo                                                    | Vokální hudba                 | Kantáty bez nástrojového doprovodu nebo s jednotlivými nástroji | 1957       | 1958         | položka katalogu IBM                                             |
| 365           | Divertimento                                                | pro dvě zobcové flétny                                                                       | Komorní hudba                 | Dua pro různé nástroje                                          | 1957       |              | položka katalogu IBM                                             |
| 366           | Koncert pro klavír a orchestr č. 5 (Fantasia concertante)   | B dur                                                                                        | Koncerty a koncertantní hudba | Klavírní koncerty                                               | 1958       | 1959         | položka katalogu IBM                                             |
| 367           | Paraboly                                                    | pro velký orchestr                                                                           | Orchestrální hudba            | Skladby pro velký orchestr                                      | 1958       | 1959         | položka katalogu IBM                                             |
| 368           | Sonáta pro cembalo                                          |                                                                                              | Klávesové nástroje            | Cembalo, varhany, 2 klavíry                                     | 1958       |              | položka katalogu IBM                                             |
| 369           | Rytiny                                                      | pro orchestr                                                                                 | Orchestrální hudba            | Skladby pro velký orchestr                                      | 1958       | 1959         | položka katalogu IBM                                             |
| 370           | Ariadna                                                     | lyrická opera o 1 dějství                                                                    | Jevištní díla a filmová hudba | Opery                                                           | 1958       | 1961         | položka katalogu IBM                                             |
| 371           | Duo pro housle a violoncello č. 2                           |                                                                                              | Komorní hudba                 | Dua pro různé nástroje                                          | 1958       | 1962         | položka katalogu IBM                                             |
| 372 I         | Řecké pašije                                                | opera o 4 dějstvích - 1. verze                                                               | Jevištní díla a filmová hudba | Opery                                                           | 1957       | 1999         | položka katalogu IBM                                             |
| 372 II        | Řecké pašije                                                | opera o 4 dějstvích - 2. verze                                                               | Jevištní díla a filmová hudba | Opery                                                           | 1959       | 1961         | položka katalogu IBM                                             |
| 373           | Písničky pro dětský sbor                                    |                                                                                              | Vokální hudba                 | Sbor a cappella                                                 | 1959       | 1960         | položka katalogu IBM                                             |
| 374           | Nonet č. 2                                                  | pro flétnu, hoboj, klarinet, fagot, lesní roh, housle, violu, violoncello a kontrabas        | Komorní hudba                 | Nonety                                                          | 1959       | 1959         | položka katalogu IBM                                             |
| 375           | Mikeš z hor [auth.]                                         | kantáta pro sóla, smíšený sbor a instrumentální doprovod                                     | Vokální hudba                 | Kantáty bez nástrojového doprovodu nebo s jednotlivými nástroji | 1959       | 1959         | položka katalogu IBM                                             |
| 376           | Komorní hudba č. 1                                          | pro klarinet, housle, violu, violoncello, harfu a klavír                                     | Komorní hudba                 | Sextety                                                         | 1959       | 1959         | položka katalogu IBM                                             |
| 377           | Dvě skladby pro dvě violoncella                             |                                                                                              | Komorní hudba                 | Dua pro různé nástroje                                          | 1959       |              | položka katalogu IBM                                             |
| 378           | Variace na slovenskou lidovou píseň                         | pro violoncello a klavír                                                                     | Komorní hudba                 | Dua pro violoncello a klavír                                    | 1959       | 1959         | položka katalogu IBM                                             |
| 379           | Ptačí hody [auth.]                                          |                                                                                              | Vokální hudba                 | Sbor s nástrojovým doprovodem                                   | 1959       | 1960         | položka katalogu IBM                                             |
| 380           | Madrigaly (Kniha písní)                                     | čtyři madrigaly pro smíšený sbor                                                             | Vokální hudba                 | Sbor a cappella                                                 | 1959       | 1959         | položka katalogu IBM                                             |
| 381           | Dvě impromptu                                               | pro cembalo                                                                                  | Klávesové nástroje            | Cembalo, varhany, 2 klavíry                                     | 1959       |              | položka katalogu IBM                                             |
| 382           | Vigilie [auth.]                                             | pro varhany                                                                                  | Klávesové nástroje            | Cembalo, varhany, 2 klavíry                                     | 1959       |              | položka katalogu IBM                                             |
| 383           | Izaiášovo proroctví                                         | kantáta pro sóla, mužský sbor a instrumentální doprovod                                      | Vokální hudba                 | Kantáty bez nástrojového doprovodu nebo s jednotlivými nástroji | 1959       |              | položka katalogu IBM                                             |
| 383 A         | Moabovo břímě                                               | neúplný náčrt kantáty                                                                        | Vokální hudba                 | Kantáty s orchestrem                                            | 1959       |              | položka katalogu IBM                                             |
| 384           | Zdravice [auth.]                                            | pro dětský sbor                                                                              | Vokální hudba                 | Sbor a cappella                                                 | 1959       |              | položka katalogu IBM                                             |
| 999           | Overtura Libuše                                             | Úprava fanfár ze Smetanovy Libuše                                                            | Vše                           | Vše                                                             |            |              | položka katalogu IBM                                             |

## Vysvětlivky
- [auth.] – pod tímto názvem dílo autor napsal
- bis, ter – za číslem označuje dílo dodatečně zařazené do číselné řady (skladba H 123bis je dílo, které bylo nalezeno dodatečně a časově patří mezi skladby H 123 a H 124)
- A, B, C – rozlišení stejné skladby s různým obsazením
- I, II, III – rozlišení variant téže skladby